# Маргарета фон Ербах (1539 – 1564)
Маргарета фон Ербах (на немски: Margaretha von Erbach; * 14 август 1539; † 27 юни 1564) е графиня от Ербах-Ербах и чрез женитба шенка на Лимпург и господарка на замък Шпекфелд над Маркт Айнерсхайм в Бавария и на Оберзонтхайм в Баден-Вюртемберг.

## Произход
Тя е най-голямата дъщеря на граф Еберард XII фон Ербах (1511 – 1564) и съпругата му вилд и райнграфиня Маргарета фон Даун (1521 – 1576, Ербах), дъщеря на вилд и райнграф Филип фон Залм-Даун († 1521) и Антоанета де Ньофшател († 1544). Нейният брат е Георг III фон Ербах (1548 – 1605).
Маргарета фон Ербах умира на 27 юни 1564 г. на 24 години и е погребана в Михелщат.

## Фамилия
Маргарета фон Ербах се омъжва на 18 август 1522 г. за имперския наследствен шенк Фридрих VI Шенк фон Лимпург, господар на Шпекфелд-Оберзонтхайм (* 6 август 1536; † 29 януари 1596), син на шенк Еразмус I Шенк фон Лимпург, господар на Оберзонтхайм († 25 февруари 1553) и Анна фон Лодрон († 12 ноември 1556). Двамата имат четири деца:
- Мария фон Лимпург (* 2 февруари 1559; † 7 октомври 1634), омъжена за Филип фон Йотинген-Йотинген (* 11 март 1569; † 3 февруари 1627), син на граф Лудвиг XVI фон Йотинген-Йотинген
- Еберхард I Шенк фон Лимпург (* 3 октомври 1560; † 26 февруари 1622), шенк на Лимбург, господар на Шпекфелд, женен за графиня Катарина фон Ханау-Лихтенберг (* 30 януари 1568; † 6 август 1636), дъщеря на граф Филип V фон Ханау-Лихтенберг

- Агата фон Лимпург (* 17ноември 1561; † 6 август 1623), омъжена I. на 19 юли 1586 г. за граф Филип V фон Ханау-Лихтенберг (* 21 февруари 1541; † 2 юни 1599), II. на 2 ноември 1605 г. за граф Рудолф IV фон Зулц, ландграф на Клетгау, господар на Блуменег (* 13 февруари 1559; † 5 май 1620)
- Георг Шенк фон Лимпург (* 23 май 1564; † 1 януари 1628), шенк на Лимпург, женен на 22 май 1597 г. в Рудолщат за графиня Катарина фон Лайнинген-Вестербург (* 1 януари 1564; † 21 януари 1630), дъщеря на граф Райнхард II фон Лайнинген-Вестербург, няма деца

Нейният съпруг Фридрих VI фон Лимпург се жени втори път на 27 април 1567 г. за шенка Агнес фон Лимпург (* 21 ноември 1542; † 6 октомври 1606) и има с нея пет деца.